# Personaggi di Naruto (Villaggio della Foglia)
Questa è una lista dei ninja del Villaggio della Foglia nella serie anime e manga Naruto, scritto e disegnato dal mangaka Masashi Kishimoto.

Da sinistra verso destra: Gai Maito, Rock Lee, Tenten, Neji Hyuga, Shikamaru Nara, Sai, Kakashi Hatake, Naruto Uzumaki, Sakura Haruno, Yamato, Shino Aburame, Kiba Inuzuka, Hinata Hyuga, Ino Yamanaka e Choji Akimichi.

## Team 7

### Yamato
Yamato (ヤマト?), il cui vero nome è Tenzo (テンゾウ?, Tenzou), è un ex membro della squadra ANBU del Villaggio della Foglia, noto per il suo comportamento calmo e razionale anche nelle situazioni difficili. Il nome "Yamato" è un codice assegnatogli da Tsunade, mentre Tenzo significa "creazione celeste". Da bambino, Tenzo fu usato come cavia da Orochimaru in un esperimento volto a replicare l'Arte del legno del Primo Hokage, iniettandogli il DNA di quest'ultimo: fu l'unico superstite. Grazie a questo, Yamato possiede l'Arte del legno, che gli permette di manipolare piante e alberi, creare oggetti e bloccare il chakra dei demoni con le code, anche se il suo controllo è meno raffinato rispetto al Primo Hokage. Yamato viene scelto da Tsunade per sostituire Kakashi come capo del Team 7, composto da Naruto, Sakura e Sai, per via dell'eccessivo uso dello Sharingan ipnotico di Kakashi e per controllare Naruto e la Volpe a nove code. Riesce a calmare Naruto quando perde il controllo del demone e gli intima di non usare più quel chakra per non ferire chi gli sta vicino.

Il sigillo sulla mano di Yamato per bloccare il chakra della Volpe a Nove Code.

È noto per applicare la cosiddetta "legge del terrore" per disciplinare la squadra, un metodo che consiste in un'espressione minacciosa che ha effetto soprattutto su Naruto. Nonostante ciò, stima profondamente Naruto e riesce a comprenderlo anche meglio di Kakashi, cogliendo anche i sentimenti di Sakura verso Naruto. Durante la Quarta Guerra Ninja, Yamato viene posseduto dallo Zetsu a spirale, che usa il suo corpo per ostacolare l'alleanza ninja, ma viene liberato dopo l'attivazione dello Tsukuyomi infinito. Dopo la guerra, viene incaricato dal Sesto Hokage Kakashi di sorvegliare Orochimaru. Yamato dimostra anche la capacità di usare separatamente le alterazioni del chakra acqua e terra, come manipolare il terreno o creare cascate, oltre alla sua abilità principale nell'Arte del legno. È doppiato da Rikiya Koyama, Eri Gōda (da bambino), Riccardo Niseem Onorato (ep. 34-104, 290-310), Pino Pirovano (ep. 105-286, 356+) e Mosè Singh (da bambino).

## Team 8

### Kurenai Yuhi
Kurenai Yuhi (夕日紅?, Yuhi Kurenai) è un ninja del Villaggio della Foglia. È una bella donna con folti capelli neri e occhi rossi. Indossa un abito rosso con avvolte delle fasce con un decoro simile a spine di rosa, è l'unica dei capitani a non indossare la divisa o il giubbotto standard della Foglia. È il capitano del Team 8, specializzato nello spionaggio, e i suoi allievi erano Hinata Hyūga, Shino Aburame e Kiba Inuzuka. Kurenai è una donna molto riservata e cauta, molto legata ai suoi allievi, in particolare a Hinata. Era la compagna, e in seguito moglie, di Asuma Sarutobi, Jōnin capitano del Team 10, e da cui avrà una figlia, Mirai. I due, inoltre, erano sempre insieme quando non erano in servizio.
Kurenai viene scelta come capitano del Team 8 poco dopo la sua promozione al grado di Jōnin. In particolare, Kurenai ha il compito di aiutare Hinata, erede del clan Hyūga, considerata debole dal padre. Dopo alcune missioni con il gruppo, Kurenai iscrive il team agli esami di selezione dei Chūnin e, durante l'invasione di Orochimaru e del Villaggio della Sabbia, affronta e sconfigge i ninja nemici. Quando Itachi Uchiha ritorna al villaggio, Kurenai lo fronteggia, venendo alla fine sconfitta ma salvata prima da Kakashi e poi da Gai Maito. Nell'anime, Kurenai ha un ruolo principale durante lo scontro tra i ninja della Foglia e Yakumo Kurama, membro del clan Kurama ed ex allieva di Kurenai stessa. Nella seconda parte del manga Kurenai appare poco. Quando Shikamaru la informa della morte di Asuma, cade in ginocchio e scoppia in lacrime. Infine, in una conversazione con Shikamaru, durante una visita alla tomba del compagno, si scopre che aspetta una figlia proprio da Asuma. Durante l'invasione di Pain, nell'anime Kurenai viene protetta da Shikamaru, come aveva promesso al maestro in punto di morte, e portata al sicuro. Anni dopo la Quarta Grande Guerra Mondiale dei Ninja, continuerà a crescere da sola la figlia Mirai.
Kurenai è specializzata nelle arti illusorie. È capace di utilizzare le arti illusorie e capovolgere le illusioni create dai suoi nemici, facendo in modo che siano loro stessi a finirci intrappolati. È doppiata da Rumi Ochiai, Dania Cericola e Chiara Francese (da ragazza).

## Team 10

### Asuma Sarutobi
Asuma Sarutobi (猿飛 アスマ?, Sarutobi Asuma) è un Jōnin del Villaggio della Foglia, figlio del Terzo Hokage Hiruzen Sarutobi e zio di Konohamaru. È un uomo di mezz'età con capelli e occhi neri e pelle abbronzata.
Fumatore incallito, consuma almeno un pacchetto di sigarette al giorno; quando qualcosa lo turba, tuttavia, smette di fumare. Da ragazzo aveva un carattere fortemente ribelle e spesso si trovava in disaccordo con suo padre soprattutto riguardo alla figura del Re nel gioco dello Shōgi: Asuma credeva infatti che il Re fosse l'Hokage o il Daimyō, ma in seguito capirà che rappresenta la nuova generazione. Sempre in gioventù lasciò il villaggio e si unì ai Dodici Guardiani Ninja (守護忍十二士?, Shugonin Jūnishi), il corpo scelto a tutela del Daimyō, e al suo ritorno gli viene affidato il Team 10 composto da Shikamaru Nara, Choji Akimichi e Ino Yamanaka: dal momento che i suoi allievi erano molto pigri elaborò alcune idee per spingerli a impegnarsi, come offrire una cena al barbecue a Chōji e giocare con Shikamaru a Shōgi. Ha avuto una relazione con Kurenai Yuhi, Jōnin del Team 8, da cui avrà una figlia, Mirai.

La bandana indossata dai Dodici Guardiani Ninja

Durante l'invasione del Villaggio interviene in aiuto di Shikamaru contro alcuni ninja del Suono, che sconfigge facilmente; successivamente, quando Itachi Uchiha ritorna al villaggio, affronta il suo compagno Kisame Hoshigaki mentre Kakashi aiuta Kurenai contro il fratello di Sasuke. Durante l'allenamento per infondere la sua natura del chakra nel Rasengan, Naruto chiede consiglio ad Asuma su come si utilizza l'elemento vento; in seguito si unisce a una squadra composta dal suo allievo Shikamaru, Izumo Kamizuki e Kotetsu Hagane per fermare Hidan e Kakuzu: la missione, tuttavia, risulterà fatale per Asuma, che viene sconfitto dal primo morendo tra le braccia del suo pupillo. In seguito viene resuscitato da Kabuto Yakushi mediante la Tecnica della Resurrezione Impura in occasione della Quarta Guerra Ninja: in questo frangente viene inviato a combattere contro la Prima Divisione dell'alleanza ninja e costretto a combattere contro i suoi ex allievi; nello scontro che segue viene sconfitto e sigillato, felice dei progressi dei tre, e poi tornerà nell'aldilà dopo che la tecnica verrà sciolta.
Asuma possedeva due alterazioni delle proprietà del chakra, l'arte del fuoco e quella del vento: sfruttando quest'ultima infondeva il suo chakra in una sorta di tirapugni-pugnale, chiamato "Lama di chakra" (チャクラ刀?, Chakura Tō), che diventava in grado di estendere la propria lama per ferire il nemico anche senza toccarlo direttamente e dotato di una capacità di penetrazione impressionante; accoppiata con le sue capacità nel corpo a corpo, questa abilità lo rendeva un incredibile combattente. Nell'anime viene visto utilizzare efficacemente anche le tecniche di Chiriku, compagno ai tempi della permanenza nei guardiani. È doppiato da Jūrōta Kosugi, Fujiko Takemoto (bambino) e Marco Balzarotti.

## Team Gai

### Tenten
Tenten (テンテン?) è una kunoichi del Team Gai. Ha i capelli castani raccolti in due odango e occhi marroni, e indossa abiti di ispirazione cinese. La sua maggiore ambizione è quella di divenire un giorno forte come la leggendaria ninja Tsunade. La si vede quindi allenarsi spesso, a differenza di molte altre kunoichi; Tenten però non ha un perfetto controllo del chakra, per questo non diventerà mai un medico come Tsunade. Questo fatto la demoralizzò fino al punto di voler rinunciare a diventare un ninja ma grazie ai suoi compagni e il maestro Gai si riprese e ritrovò la determinazione. Tenten dimostra di essere una ragazza coraggiosa e determinata, perfettamente a conoscenza delle sue debolezze come dei suoi punti di forza. Sia a lei che a Neji spesso scoccia il comportamento gioviale e iperattivo di Lee e Gai, ma sono ugualmente disposti a combattere per i loro compagni di squadra a cui sono molto legati.
Tenten fa parte del Team Gai insieme con Rock Lee per cui si preoccupa costantemente, e Neji Hyūga verso il quale nutre una sincera ammirazione. In seguito, Tenten partecipa all'esame di selezione dei Chūnin dove affronta Temari, venendo pesantemente sconfitta. Dopo questo evento continua ad allenarsi ripetutamente insieme con Rock Lee. Tenten, insieme con il resto del Team Gai, viene inviata da Tsunade come supporto al team Kakashi nel Villaggio della Sabbia contro l'Organizzazione Alba. Affronta prima una copia di Kisame, per poi affrontare una copia di sé stessa, che riesce a sconfiggere solo con la propria forza di volontà e con il sostegno di Rock Lee che la incita a combattere. Durante la Quarta Grande Guerra Mondiale dei Ninja, Tenten viene reclutata nella Prima Divisione, comandata da Darui, affrontando l'esercito degli Zetsu bianchi e riuscendo a raccogliere alcuni dei Tesori dell'Eremita dei Sei Sentieri (六道仙人の宝具?, Rikudō Sennin no Hōgu). Alcuni anni dopo la fine della guerra Tenten gestisce un negozio di armi, lamentandosi della cattiva riuscita degli affari dovuta ai tempi di pace.
Tenten è specializzata nell'utilizzo di qualsiasi tipo di arma. Possiede una mira fuori dal comune, visto che su 100 bersagli la percentuale di errore è nulla. Il suo arsenale comprende: shuriken, kunai, bastoni, coltelli, tirapugni, nunchaku, spade, kusarigama, catene e aghi; successivamente assocerà a queste armi anche l'uso di esplosivi. Oltre alla sua grande versatilità nel maneggiare le armi bianche, Tenten fa uso anche dell'arma Jidanda (地団駄?), una potentissima arma inventata dal costruttore di armi Iō, che utilizza con grande facilità. È doppiata da Yukari Tamura, Beatrice Caggiula e Eleonora Reti (ep.311-331)

## Team Ebisu

### Konohamaru Sarutobi
Konohamaru Sarutobi (猿飛 木ノ葉丸?, Sarutobi Konohamaru) è un ninja del Villaggio della Foglia, il cui nome significa Ragazzo del Villaggio della Foglia. Ha capelli castani e occhi blu, e indossa sempre una sciarpa al collo. È molto simile a Naruto Uzumaki, che considera il suo reale maestro e un fortissimo rivale, tanto che come lui ha il sogno di diventare Hokage. Konohamaru è stato concepito inizialmente da Kishimoto come un bambino birichino, con occhi grandi e carini. Il disegno non convinse l'autore che voleva che il personaggio fosse più simile a Naruto e non troppo banale e così gli disegnò una faccia paffuta e gli occhi piccoli.
Konohamaru è il nipote del Terzo Hokage (suo nonno) e di Asuma Sarutobi (suo zio). Il suo sogno è diventare Hokage e per questo motivo cerca sempre di attaccare suo nonno di sorpresa, ma senza successo. Ed è proprio in una di questi "attacchi" che Konohamaru incontra Naruto Uzumaki, diventando suo amico in quanto è la prima persona ad accettarlo non come nipote del Terzo, ma come ninja della Foglia, e dal quale apprende la Tecnica dell'Erotismo (おいろけの術?, Oiroke no Jutsu). Dopo aver appreso la tecnica, Konohamaru e Naruto si separano, con la promessa che da quel giorno in poi sarebbero stati rivali. Nella seconda parte del manga Konohamaru viene inserito nel Team Ebisu, con il quale svolge circa sette missioni di livello D. Durante l'attacco di Pain, viene attaccato da uno dei sei corpi e salvato da Ebisu, che salva a sua volta mostrando di aver appreso il Rasengan. In seguito, Konohamaru aiuta Naruto a fuggire dal Villaggio della Foglia, distraendo due membri della Radice con la Tecnica dell'Erotismo. In questa occasione, Naruto si complimenta con Konohamaru per il suo coraggio e i progressi da lui ottenuti. Alcuni anni dopo la fine della Quarta Grande Guerra Mondiale dei Ninja, Konohamaru, ormai un Jōnin a tutti gli effetti, guarda i volti di pietra degli Hokage e critica Boruto Uzumaki per averli rovinati nel giorno del summit dei cinque Kage. Diventerà poi il maestro del nuovo team 7, composto da Boruto Uzumaki, figlio di Naruto e Hinata, Sarada Uchiha, figlia di Sasuke e Sakura, e Mitsuki, figlio di Orochimaru.
Konohamaru è in grado di utilizzare la Tecnica dell'Erotismo. Dimostra tutte le sue abilità ninja nel combattimento contro uno dei sei corpi di Pain, dimostrando di avere una buona agilità e un'ottima prontezza di riflessi; inoltre si è dimostrato abbastanza abile nell'utilizzo della Tecnica Superiore della Moltiplicazione del Corpo (影分身の術?, Kage Bunshin no Jutsu) e col Rasengan ma, non essendo al livello di Naruto, riesce a fare solo una versione rimpicciolita: esso è grande come una biglia e deve essere portato con un clone. È doppiato in giapponese da Ikue Ōtani (ep. 1-220 e Shippuden ep. 56+), Akiko Koike (Shippuden ep. 1-55) e Hidenori Takahashi (da adulto) e in italiano da Patrizia Mottola e da Annalisa Longo (ep.394+).

### Moegi Kazamatsuri
Moegi Kazamatsuri (モエギ?) è la miglior amica di Konohamaru e Udon. Ha i capelli aranciati raccolti i due codini altri e gli occhi violetti. Nella seconda serie del manga è nel team con Konohamaru e Udon e il loro maestro Jōnin è Ebisu. Il suo sogno è diventare come Sakura Haruno e apprendere tutte le arti ninja mediche. Alcuni anni dopo la fine della Quarta Grande Guerra Mondiale dei Ninja, Udon e Moegi, ormai cresciuti, diventano consiglieri del Settimo Hokage, Naruto Uzumaki. È doppiata da Noriko Shitaya e in italiano da Tosawi Piovani e Loredana Foresta.

### Udon Ise
Udon Ise (ウドン?) è il miglior amico di Konohamaru e Moegi e adora la matematica. Comparirà anche nella seconda serie animata, in una missione di livello D, con Konohamaru e Moegi, del Team Ebisu. Alcuni anni dopo la fine della Quarta Grande Guerra Mondiale dei Ninja, Udon e Moegi, ormai cresciuti, diventano consiglieri del Settimo Hokage, Naruto Uzumaki. È doppiato da Tomo Shigematsu da Ikuji Nose (da adulto) e in italiano da Lorella De Luca e da Richard Benitez (ep.394+).

### Ebisu
Ebisu (エビス?) è ninja del Villaggio della Foglia e maestro di Konohamaru Sarutobi. Ebisu è, inizialmente, una persona arrogante e priva di scrupoli, intenzionata soltanto ad allenare Konohamaru e che guarda Naruto dall'alto in basso. Ebisu è stato concepito contemporaneamente a Konohamaru. Kishimoto definì il maestro Ebisu già al primo schizzo, perché era efficace e allo stesso tempo molto convincente.
Ebisu, durante la sua gioventù, era nella stessa squadra di Gai Maito e Genma Shiranui. Durante l'esame per diventare Chūnin, per ottenere il rotolo, i tre si scontrano contro il team Minato di Kakashi Hatake, Rin Nohara e Obito Uchiha. Ebisu è un Jōnin di Konoha, conosciuto da tutti per essere specializzato negli allenamenti. Proprio per questo viene assegnato al nipote del Terzo Hokage, Konohamaru, per fargli apprendere la giusta strada per divenire un Hokage. Appare per la prima volta nel secondo capitolo, quando Konohamaru si affeziona a Naruto. Ebisu cerca di redimere l'allievo, ma inutilmente, venendo persino sconfitto e umiliato da Naruto con la Tecnica dell'Harem (ハーレムの術?, Hāremu no Jutsu), con cui riesce a sconfiggerlo. In seguito riappare durante l'arco degli esami di selezione dei Chūnin dove viene raccomandato da Kakashi come un buon insegnante per Naruto per la terza prova.
Durante questo periodo, Ebisu cambia la sua opinione su Naruto e non lo vede più solamente come il contenitore della Volpe. Tuttavia, non riesce ad allenare Naruto in quanto il suo posto viene preso da Jiraiya, il quale, da quel momento, seguirà Naruto nell'allenamento. Successivamente tenta di convincere quest'ultimo a combattere contro Orochimaru. Nella seconda parte del manga Ebisu diventa il capitano del Team Ebisu, formato oltre a lui da Konohamaru, Moegi e Udon. Durante l'attacco di Pain, Ebisu affronta uno dei corpi di Pain e si rifiuta di rivelare informazioni su Naruto, venendo salvato da Konohamaru.
Ebisu è specializzato nell'allenamento privato di ninja. L'unica tecnica di cui viene visto fare uso è la Tecnica della Palla di Fuoco Suprema (豪火球の術?, Gōkakyū no Jutsu). Durante la sua prima apparizione rivela di essere più forte di Mizuki. È doppiato da Nobuo Tobita e Claudio Ridolfo.

## Altri ninja

### Iruka Umino
Iruka Umino (うみの イルカ?, Umino Iruka) è un ninja e insegnante all'accademia del Villaggio della Foglia. È stato il maestro di Naruto e di tutti i suoi amici quando erano all'Accademia Ninja, oltre che il primo vero amico del protagonista. Iruka è una persona calma, gentile, ma anche molto severa. In accademia, infatti, si arrabbiava con Naruto molto spesso per la sua disobbedienza, in particolare quando il ragazzo utilizzava la Tecnica dell'Erotismo. Nonostante questo, tuttavia, vuole molto bene a Naruto, arrivando a considerarlo come una sorta di fratello minore. Inoltre, a differenza di molti abitanti del villaggio, Iruka non evita Naruto poiché è la forza portante della Volpe a Nove Code, anzi si dispiace di non aver fatto molto per lui e di non aver cercato di farlo sentire meno solo. Proprio per questo motivo tende a essere iperprotettivo e a preoccuparsi troppo per il suo allievo. Come risultato Iruka tendeva a sottovalutare le abilità di Naruto e, spesso, offre a quest'ultimo una ciotola di rāmen, il cibo preferito di Naruto. Nonostante la sua saggezza e serietà, Iruka sembra aver avuto anche un lato più giocoso e lascivo: infatti la Tecnica dell'Erotismo di Naruto, nonostante lo ridicolizzi, sembra avere un certo effetto su di lui. Nel primo schizzo del personaggio, simultaneo a quello di Mizuki, Kishimoto disegnò Iruka con uno sguardo più cattivo e gli zigomi sporgenti. Successivamente l'autore decise di cambiare il personaggio, rendendolo più giovane e dolce.
Iruka è un ninja del Villaggio della Foglia che, dopo l'attacco della Volpe, rimase orfano di entrambi i genitori. Per attirare l'attenzione dei suoi compagni, e sentirsi meno solo, si comportava come una vera e propria peste. L'unica persona che riuscì a consolarlo fu il Terzo Hokage. Benché sia molto affezionato a Naruto, Iruka è costretto a bocciarlo all'esame per diventare Genin a causa della sua mancata esperienza nella tecnica della moltiplicazione. Salva Naruto da una morte certa dopo un attacco di Mizuki, che lo ferisce gravemente, e venendo poi salvato dallo stesso Naruto. In seguito, durante l'esame di selezione dei Chūnin, Iruka litiga con Kakashi, perché non approva che Naruto partecipi alla prova per essere ancora un Genin novizio. Iruka continua a sostenere Naruto durante tutto il suo percorso di ninja, da quando torna al Villaggio della Foglia dopo l'addestramento con Jiraiya fino alla morte di quest'ultimo. In seguito Iruka ricompare durante la Quarta Grande Guerra Mondiale dei Ninja col compito di tenere Naruto e Killer Bee lontani dal campo di battaglia. Dopo che Naruto riesce a fuggire dalla squadra speciale e si dirige verso la guerra, Iruka decide di credere ancora nell'allievo e lo affida a Killer Bee, il quale promette di proteggerlo a qualsiasi costo. Insieme con il resto del mondo, verrà soggiogato dallo Tsukuyomi Infinito, ma verrà liberato quando Naruto e Sasuke scioglieranno l'illusione. Anni dopo la fine della guerra, Iruka è diventato il preside dell'accademia e, dopo che Boruto Uzumaki, come il padre prima di lui, ha imbrattato il monumento degli Hokage, viene visto mentre sorride assistendo alla scena, difendendo il ragazzo dai rimproveri di Konoamaru.
Essendo un maestro dell'Accademia, Iruka è competente nei Ninjutsu e Genjutsu di base. Non ha però abilità o tecniche speciali, mostrandosi quindi un ninja di modesta forza, essendo infatti rimasto al grado di Chūnin e non essendo passato a quello di Jōnin. È doppiato da Toshihiko Seki in giapponese, da Lorenzo Scattorin e Alessandro Germano (da bambino) in italiano.

### Mizuki
Mizuki (ミズキ?) è un Chūnin e ninja traditore del Villaggio della Foglia. Mizuki è un ragazzo dai capelli bianchi con tonalità viola lunghi che gli cadono sulle spalle, magro e con gli occhi verdi. Indossa la classica divisa da Chūnin del Villaggio della Foglia e in combattimento porta con sé uno shuriken gigante che tiene dietro la schiena. Mizuki era considerato un ninja onesto e di buon cuore, tanto che Iruka pensava a lui come a un fratello. Nel primo disegno del personaggio, Kishimoto disegnò Mizuki con una frangia divisa da una riga. Successivamente Kishimoto modificò leggermente il disegno e ottenne il design finale del personaggio. Mizuki fu uno dei primi personaggi del manga a essere creato da Kishimoto e il suo disegno fu completato dall'autore in contemporanea con quello di Iruka.
Mizuki prova a convincere Iruka a promuovere Naruto Uzumaki in modo da potersi guadagnare la sua amicizia e convince il ragazzo, con l'inganno, a rubare la pergamena delle tecniche proibite in modo tale da guadagnarsi il grado di Genin. In seguito, dopo aver sparso la voce del furto della pergamena da parte di Naruto, Mizuki si reca dal ragazzo per sottrargli l'oggetto, ma viene fermato prima da Iruka e poi dallo stesso Naruto che lo sconfigge utilizzando la tecnica superiore della moltiplicazione del corpo appena appresa. Ricompare in seguito nei filler dell'anime, dove viene imprigionato nel carcere di massima sicurezza dei ninja, dove fa amicizia con i fratelli Vento e Fulmine, grazie ai quali dà vita a una evasione di massa. Incontra per caso Iruka e Naruto e li affronta, ma si ritira in un secondo momento per poter aumentare il potere del suo Segno Maledetto (呪印術?, Juinjutsu). Nonostante l'incremento della forza fisica, alla fine Mizuki viene sconfitto da Naruto con un Rasengan. È doppiato in giapponese da Shin'ichirō Miki e Hisayoshi Suganuma da bambino e in italiano da Gianluca Iacono, Federico di Pofi (ep. 327), e Monica Bonetto da bambino.

### Genma Shiranui
Genma Shiranui (不知 火ゲンマ?, Shiranui Genma) è un Jōnin del Villaggio della Foglia. Porta sempre in bocca un senbon. Mantiene sempre la calma in ogni situazione e in missione appare un leader capace e determinato, in grado di analizzare i fatti e prendere decisioni velocemente.
Genma partecipò agli esami di selezione dei Chūnin con il suo team, composto da lui, Gai Maito ed Ebisu, durante il quale vengono visti competere contro la squadra composta da Kakashi Hatake, Rin Nohara e Obito Uchiha. È stato in passato una delle guardie del Quarto Hokage, imparando da questi la Tecnica della Dislocazione Istantanea. È l'esaminatore del torneo durante la terza prova dell'esame di selezione dei Chūnin. Genma sarà costretto a battersi contro i ninja del Suono e della Sabbia durante l'attacco a Konoha. In seguito, durante una missione col Team Shizune, formato dallo stesso Genma, Shizune, Raido Namiashi e Iwashi Tatami, si imbatte nei membri del Quartetto del Suono ma viene sconfitto e ferito gravemente. Successivamente, durante la guerra, viene incaricato di fare da guardia del corpo ai signori feudali sotto il comando di Mei Terumi. È doppiato da Hiroaki Hirata in giapponese e da Luca Sandri, Federico Di Pofi e Andrea Oldani (da ragazzo) in italiano.

### Izumo Kamizuki
Izumo Kamizuki (神月 イズモ?, Kamizuki Izumo) è un ninja del Villaggio della Foglia. Insieme con il suo migliore amico Kotetsu Hagane, svolge il compito di assistente personale del Quinto Hokage, nonché il ruolo di esaminatore nell'esame di selezione dei Chūnin.

Le armi di Izumo e Kotetsu

Izumo, insieme con Kotetsu, viene introdotto segretamente negli esami di selezione dei Chūnin come esaminatore per testare, tramite una tecnica illusoria, le abilità degli aspiranti Chūnin. Successivamente il compito di Izumo è quello di controllare i partecipanti durante la prova scritta di Ibiki Morino. Durante l'attacco al Villaggio, Izumo combatte i ninja del Suono e della Sabbia, sempre affiancato da Kotetsu. Dopo l'elezione del Quinto Hokage, Izumo viene nominato assistente personale del Capo Villaggio e guardiano del cancello all'entrata del villaggio. Izumo si unisce a una squadra composta da Kotetsu, Asuma Sarutobi e Shikamaru per fermare Hidan e Kakuzu, due membri di Alba. Durante lo scontro affronta Kakuzu e assiste impotente alla morte di Asuma per mano di Hidan. Durante la guerra lui e Kotetsu vengono inseriti nella prima divisione comandata da Darui e affrontano nuovamente Kakuzu.
Izumo è in grado di utilizzare di arti illusorie di basso livello e la tecnica della trasformazione per ingannare gli aspiranti Genin durante gli esami di selezione dei Chūnin. Durante lo scontro con Kakuzu, Izumo utilizza l'Arte dell'Acqua - Tecnica del Campo Caramelloso, grazie al quale può impedire i movimenti dell'avversario una volta che questi tocca il liquido uscitogli dalla bocca. Inoltre è anche un abile spadaccino. È doppiato da Tomohiro Tsuboi e Davide Fumagalli.

### Kotetsu Hagane
Kotetsu Hagane (はがね コテツ?, Hagane Kotetsu) è un ninja del Villaggio della Foglia e assistente personale del Quinto Hokage. Kotetsu è quasi sempre visto al fianco di Izumo ed è caratterialmente il più irresponsabile e meno coscienzioso dei due.
Kotetsu, insieme con Izumo, viene introdotto segretamente negli esami di selezione dei Chūnin per testare, tramite una tecnica illusoria, le abilità degli aspiranti Chūnin. Successivamente il compito di Kotetsu è quello di controllare i partecipanti durante la prova scritta di Ibiki. Durante l'attacco al Villaggio, Kotetsu combatte i ninja del suono e della sabbia, sempre affiancato da Izumo. Dopo l'elezione del Quinto Hokage, Kotetsu viene nominato assistente personale del Capo Villaggio e guardiano del cancello all'entrata del villaggio. Kotetsu si unisce a una squadra composta da Izumo, Asuma Sarutobi e Shikamaru per fermare Hidan e Kakuzu, due membri di Alba. Affronta Kakuzu con una mossa insieme con Izumo, ma viene sconfitto e sopraffatto dal nemico, assistendo impotente alla morte di Asuma per mano di Hidan. Durante la guerra lui e Kotetsu vengono inseriti nella prima divisione comandata da Darui e affrontano nuovamente Kakuzu.
Kotetsu è in grado di utilizzare arti illusorie di basso livello e la tecnica della trasformazione per ingannare gli aspiranti Genin durante gli esami di selezione dei Chūnin. Durante lo scontro con Kakuzu, Kotetsu da prova di essere un esperto utilizzatore di armi pesanti. Quella preferita, che utilizza nello scontro con Hidan e Kakuzu, è una specie di mazza a due mani di colore viola, che può lanciare, direzionare e fargli cambiare forma grazie al chakra. È doppiato da Tomoyuki Kōno e Claudio Ridolfo.

### Ibiki Morino
Ibiki Morino (森乃 イビキ?, Morino Ibiki) è un ninja del Villaggio della Foglia, specializzato nella tortura e nell'interrogatorio. Ibiki è un uomo molto alto e ha in testa numerose cicatrici tenute nascoste da una bandana e altre due sul volto.
In gioventù partecipò agli esami di selezione dei Chūnin con il suo team, composto da lui, Hayate Gekkō e Tokara, affrontando Anko Mitarashi e il suo team. Benché sia molto affezionato a suo fratello Idate, Ibiki fu costretto a bocciarlo all'esame per diventare Chūnin a causa della sua poca fiducia in sé stesso In passato, inoltre Ibiki si scontrò con la Squadra Segreta di Spionaggio del Villaggio della Nebbia, ma poco prima di interrogare gli avversari, questi furono uccisi da Kisame Hoshigaki. Ibiki è l'esaminatore della prima parte dell'esame, utilizzando le sue capacità per torturare psicologicamente gli studenti. Nella seconda parte del manga, Ibiki viene incaricato da Tsunade di interrogare il ninja della Pioggia catturato da Jiraiya, insieme con Inoichi Yamanaka, per poter ottenere informazioni su Pain. Durante l'attacco di quest'ultimo, Ibiki combatte uno dei suoi corpi. In seguito al summit dei Kage, Ibiki viene rivisto mentre interroga Karin sul Team Taka e sull'Organizzazione Alba.
Ibiki Morino è un grande esperto nella tortura ninja e nell'interrogatorio ninja. Abile anche nell'interrogatorio e nella resistenza, in quanto è riuscito a sopravvivere alle estenuanti torture del ninja traditore Aoi. Ibiki nell'anime si dimostra in grado di utilizzare due tipi di tecniche del richiamo con il fine di interrogare e torturare gli avversari che sfrutta solamente nello scontro con uno dei corpi di Pain, le quali evocano gabbie e sale di tortura. È doppiato da Taiten Kusunoki e Oliviero Corbetta.

### Anko Mitarashi
Anko Mitarashi (みたらし アンコ?, Mitarashi Anko) è una ninja del Villaggio della Foglia ex-allieva di Orochimaru. Anko è l'esaminatrice della seconda prova degli esami di selezione dei Chūnin. I suoi cibi preferiti sono la zuppa di fagioli dolci e il dango mentre non le piacciono i cibi piccanti, inoltre le piace molto preparare il tè. È una persona esuberante, iperattiva e impaziente, anche se a volte appare addirittura sadica.
Nata e cresciuta al Villaggio della Foglia, dopo esser diventata apprendista del ninja leggendario Orochimaru, apprende numerose tecniche dalla grande potenza, molte delle quali erano proibite. Venne inoltre marchiata da Orochimaru con il suo Segno maledetto e riuscì a sopravvivere dopo l'evento. In seguito decide di sua volontà di non seguire Orochimaru, disgustata dagli esperimenti che il suo maestro conduceva. Allora Orochimaru decide di cancellare alla donna i ricordi legati a quel periodo per impedirle di rivelare ciò che sapeva dei suoi piani. Anko crede, quindi, di essere stata abbandonata dal maestro, per poi riacquistare successivamente la memoria una volta ritornata nel Paese del Mare. Diventa l'esaminatrice della seconda prova dell'esame di selezione dei Chūnin, durante il quale si imbatte in Orochimaru. L'ex-maestro però si dimostra troppo forte e grazie alla sua influenza sul Segno Maledetto costringe alla resa Anko e scappa via, dopo averle svelato di aver lasciato il suo segno al giovane Sasuke e averla minacciata di non interrompere l'esame. La ragazza verrà poi trovata e salvata dalla squadra speciale che aveva chiamato e portata alla torre.
Durante l'attacco di Konoha da parte di Pain, Anko assieme a Yamato e Sai viene mandata in missione con lo scopo di catturare Kabuto. Poco prima della Quarta Grande Guerra Mondiale dei Ninja, viene sconfitta e catturata da Kabuto, che usa il chakra di Orochimaru contenuto nel suo segno maledetto per potenziare i ninja riportati in vita. In seguito alla sconfitta di Kabuto, Sasuke e il Team Falco usano il chakra del Segno Maledetto di Anko come mezzo per riportare in vita Orochimaru. In questo modo Anko perde il segno maledetto. Alcuni anni dopo la fine della guerra, Anko (notevolmente ingrassata) viene mostrata come maestra dell'Accademia ninja.
Anko fu la prima a sopravvivere al segno maledetto del cielo di Orochimaru, pur non riuscendo a controllarlo, imparando inoltre da lui diverse tecniche proibite relative ai serpenti, tra cui la più notabile è la tecnica dell'Assassinio della Serpe Gemella, un Jutsu proibito, che utilizza serpenti per uccidere istantaneamente l'avversario e l'utilizzatore. Anko dimostra di essere un'esperta ninja di grado Jōnin Speciale, a dispetto del suo carattere scostante e avventato. È doppiata da Takako Honda e Lorella De Luca.

### Hayate Gekko
Hayate Gekkō (月光 ハヤテ?, Gekkō Hayate) è l'esaminatore della terza parte degli esami di selezione dei Chūnin. Dopo la fine dei preliminari, Hayate pedina Baki assistendo così ad un incontro segreto tra il ninja della Sabbia e Kabuto Yakushi ma viene scoperto ed è costretto a combattere contro Baki, morendo nello scontro. Nell'anime, Hayate viene resuscitato da Kabuto Yakushi con la Tecnica della Resurrezione per distruggere il villaggio Tonika situato nei pressi del Paese del Fuoco e, successivamente, per affrontare il Team Kakashi, giunto anch'esso nel medesimo luogo. Negli scontri che seguono affronta Sakura e Naruto, ma alla fine viene sconfitto. Sempre nell'anime, durante la Quarta Grande Guerra Mondiale dei Ninja, viene resuscitato nuovamente da Kabuto incontrando però la sua fidanzata Yugao che trova la forza di combattere il fidanzato, attaccandolo nel bosco e sconfiggendolo.
Nonostante possa sembrare sempre in fin di vita a causa della sua perenne tosse è molto forte nelle arti marziali, soprattutto con il supporto della sua katana, nell'uso della quale è un maestro. Hayate è anche famoso per la sua tecnica dell'invisibilità e per le sue doti sensoriali, capacità che lo rendono molto forte al punto tale da essere lodato persino dal Terzo Hokage. È doppiato da Nozomu Sasaki da Paolo Sesana e Emiliano Reggente in Naruto Shippuden.

### Raido Namiashi
Raido Namiashi (並足 ライドウ?, Namiashi Raido) è l'assistente del Terzo Hokage durante la terza parte dell'esame di selezione dei Chūnin. È stato una delle guardie del Quarto Hokage, imparando da lui la Tecnica della Dislocazione Istantanea. Partecipa insieme con Genma a uno scontro con il Quartetto del Suono venendo tuttavia ridotto in fin di vita, venendo poi curato da Tsunade dopo essere stato portato a Konoha. Utilizza una spada nera e ha delle cicatrici e bruciature sul viso. Durante la Quarta Grande Guerra Mondiale dei Ninja combatte prima lo Zetsu nero e poi, dopo aver teletrasportato Mei Terumi, affronta il Secondo Tsuchikage controllato da Kabuto. È doppiato da Hiroshi Tsuchida e in italiano da Luca Sandri (1º voce), Pino Pirovano (2º voce) e Andrea De Nisco (Shippuden).

### Iwashi Tatami
È un Chunin del villaggio della Foglia. Fa parte del team di Shizune per inseguire il quartetto del suono. Sebbene nel manga non sia chiaro, nell'anime teletrasporta, insieme con Genma e Raido, Mei Terumi.

### Aoba Yamashiro
Aoba Yamashiro (山城 アオバ?, Yamashiro Aoba) è un Jōnin del Villaggio della Foglia. Ha capelli a punta di colore nero e porta sempre un paio di occhiali neri. Fa la sua prima apparizione alla riunione indetta dal Terzo Hokage e dagli altri Jōnin per discutere sulla morte di Hayate e il possibile coinvolgimento di Orochimaru. Durante l'invasione di Orochimaru, fu il primo ad annullare la tecnica soporifera di Kabuto e il primo a idenficarlo vestito da membro della squadra ANBU e si impegnò a contrastare le forze di Orochimaru.
Durante la seconda parte del manga Aoba riappare come un membro del Niju Shotai, squadra speciale capitanata da Asuma con il compito di catturare Hidan e Kakuzu. Accompagna in seguito Naruto sull'isola del Villaggio delle Nuvole per tenere al sicuro le forze portanti e ha un breve scontro con Kisame, da cui esce sconfitto. Dopo che questi viene battuto e catturato da Gai, Aoba tenta di ricavare informazioni dalla mente del ninja della Nebbia. Fa parte della Compagnia d'Informazione della Quarta Grande Guerra Mondiale dei Ninja. È doppiato da Kenjirō Tsuda e Andrea De Nisco.

### Hiashi Hyuga
Hiashi Hyūga (日向 ヒアシ?, Hyūga Hiashi) è il fratello gemello di Hizashi Hyūga ma nacque per primo e questo lo rese un membro della casata principale. Ha due figlie: Hinata Hyūga e Hanabi Hyūga. Hiashi è raffigurato come un padre severo e considerava la sua primogenita debole e inadatta a far parte del clan. Alcuni anni prima dell'inizio della storia uccise un ninja del Villaggio delle Nuvole che stava cercando di rapire Hinata. Quando il villaggio chiese come compenso il corpo di Hiashi, il Terzo Hokage e il clan decisero di dare il corpo di Hizashi al suo posto, per evitare che il Byakugan cadesse in mano nemiche. Hiashi si oppose alla decisione, ma fu fermato dal fratello, desideroso di poter morire per proteggere il clan e il villaggio.
Durante l'esame di selezione dei Chūnin, rivela a Neji la verità sulla morte del padre e incomincia ad allenarlo personalmente. In seguito Hiashi affrontò i ninja della sabbia e del suono durante l'invasione di Konoha, abbattendoli. Durante la Quarta Grande Guerra Mondiale dei Ninja si aggregherà alla prima divisione e sarà costretto a combattere contro suo fratello, il quale era stato riportato alla vita e manipolato dalla Tecnica di resurrezione impura di Kabuto Yakushi. Si recherà poi col resto dell'alleanza sul luogo dove Naruto, Kakashi, Bee e Gai stanno combattendo contro Madara e Obito. Durante la lotta insieme con Hinata e Neji prenderà le difese di Naruto e assisterà impotente alla morte del nipote Neji, chiedendo scusa al fratello per non essere stato in grado di proteggerlo.
Come tutti i membri del clan Hyūga, Hiashi possiede il Byakugan, l'abilità innata del suo clan, che gli dà una vista a 359º, e lo speciale stile di combattimento chiamato Juken, che gli consente di danneggiare il sistema circolatorio del chakra e gli organi interni. Essendo inoltre il capo della casata principale, conosce e padroneggia tutte le tecniche segrete del clan, come il Palmo d'Aria e la Rotazione Suprema. È doppiato da Eizō Tsuda e Marco Pagani e Natale Ciravolo (ep. 362+).

### Hanabi Hyuga
Hanabi Hyūga (日向 ハナビ?, Hyūga Hanabi) è la seconda figlia di Hiashi Hyūga e sorella minore di Hinata. Quando Hiashi discute con Kurenai Yuhi riguardo a Hinata, afferma che questa è "anche più debole di Hanabi, che è più piccola di cinque anni", il che significa che Hanabi mostra più talento di quanto non ne mostrasse Hinata alla sua età. Hanabi sembra molto calma e ubbidiente, per lo meno in presenza di suo padre. È doppiata da Kiyomi Asai e Loretta Di Pisa, Laura Cherubelli (ep. 389+).

### Hizashi Hyuga
Hizashi Hyūga (日向 ヒザシ?, Hyūga Hizashi) era il padre di Neji e il fratello gemello di Hiashi Hyūga, ma poiché venne al mondo per secondo divenne un membro della casata cadetta. Egli durante la sua vita nutrì sempre rancore verso la casata principale. Quando divenne chiaro che suo figlio Neji aveva più talento di Hinata, Hizashi manifestò il desiderio che il figlio fosse nato nel ramo principale della famiglia. In seguito a un attentato da parte del villaggio delle nuvole deciderà di sacrificarsi al posto del fratello, così da poter morire da "uomo libero". Hizashi viene resuscitato da Kabuto Yakushi tramite la Tecnica della Resurrezione durante la Quarta Grande Guerra Mondiale dei Ninja, insieme con Asuma Sarutobi e Dan Kato e combatte contro la Prima Divisione comandata da Darui. In questa occasione affronta suo fratello Hiashi. Verrà sconfitto e sigillato. Tornerà nell'adilà dopo che la tecnica verrà sciolta da Kabuto sotto l'illusione di Itachi Uchiha. È doppiato da Pino Pirovano.

### Shibi Aburame
Shibi Aburame (油女 シビ?, Aburame Shibi) è ninja Jōnin, padre di Shino Aburame e membro del clan Aburame. Durante l'invasione di Konoha usò i suoi insetti per portare il veleno della marionetta di Kankuro fuori dal corpo del figlio. Lo ritroviamo nella seconda parte del manga dove, assieme a Shino e ad altri due membri del clan Aburame, affronta Konan. Allo scoppio della Quarta Grande Guerra Mondiale dei Ninja viene inviato con una squadra nell'isola dove si allena Naruto per evitare che fugga dal luogo. È doppiato da Kenji Hamada è in italiano da Michele Radice e Andrea Lavagnino (ep. 317+).

### Shizune
Shizune (シズネ?) è una ninja del Villaggio della Foglia e un'allieva e segretaria di Tsunade. Shizune è molto vicina a quest'ultima e una delle poche persone di cui Tsunade si fida ciecamente. Si prende anche cura di Tonton, il maialino di Tsunade. Diversamente da Tsunade, Shizune è una persona pratica, che pensa razionalmente e si ritrova quindi a rimproverare Tsunade per la sua tendenza a giocare d'azzardo e pensare con il cuore.
Shizune è la nipote di Dan ed è l'allieva di Tsunade. Dopo la morte di suo zio, Shizune lascia il villaggio con Tsunade, come sua apprendista. Quando Orochimaru si presenta da Tsunade per farsi guarire le braccia, Shizune cerca di fermare la donna, ma viene colpita dalla maestra duramente, perdendo i sensi. In seguito cerca di aiutare Tsunade insieme con Jiraiya e Naruto, ma viene sconfitta facilmente da Kabuto Yakushi. Dopo l'insediamento di Tsunade come Quinto Hokage, Shizune diventa la sua assistente personale, assumendosi l'arduo compito di far lavorare la sua pigra maestra, che spesso dorme sulla scrivania o scappa a bere Sakè invece di svolgere i suoi doveri burocratici (tediosi ma necessari). Shizune cerca anche di convincere Tsunade a non mandare Naruto in missioni che lo possano far venire in contatto con l'Organizzazione Alba. Durante l'attacco di Pain, Shizune scopre il segreto del nemico e lo rivela a Tsunade ma viene uccisa da uno dei corpi di Pain. In seguito viene resuscitata da Nagato. Dopo il summit dei 5 Kage viene creata un'alleanza ninja dei cinque grandi paesi ninja, per fronteggiare la guerra proclamata dall'Organizzazione Alba. A Shizune viene dato il grado di Capitano della squadra medica dell'alleanza ninja. Si reca in seguito col resto dell'alleanza sul luogo dove Naruto, Killer Bee, Gai e Kakashi stanno affrontando Madara e Obito Uchiha. Nell'epilogo Shizune continua il suo lavoro di assistente presso il settimo Hokage Naruto.
Shizune è un'abile ninja e, a detta di Tsunade, possiede un grande talento per l'arte medica. È infatti in grado di assistere i feriti e di autocurarsi, ma si rivela anche abile nel combattimento, in cui fa uso principalmente di veleni, per esempio avvelenando degli spilli che tiene nascosti nelle maniche del vestito oppure usando la tecnica della nebbia velenosa, con la quale sputa dalla bocca un gas letale È risaputo che sappia usare tecniche dell'elemento del Fuoco. È doppiata da Keiko Nemoto e in italiano da Debora Magnaghi (prima serie, Shippuden ep. 1-286, 363+) da Gea Riva (da bambina) in Naruto Shippuden il film: La torre perduta e Gaia Bolognesi (ep. 287-320).

### Nawaki
Nawaki (縄樹?) è il fratello minore di Tsunade e nipote di Hashirama Senju. Era molto simile a Naruto sia sotto l'aspetto fisico, anche se aveva i capelli e gli occhi castani, sia per il suo sogno, diventare Hokage. Desiderava ardentemente andare in guerra quando divenne un Genin perché voleva proteggere il Villaggio che suo nonno, il Primo Hokage, aveva fondato. Fiera della determinazione di suo fratello Tsunade gli diede la collana del nonno. Nawaki morì in guerra, durante la Seconda Grande Guerra Mondiale dei Ninja. È doppiato da Yumiko Kobayashi e Davide Fumagalli.

### Fugaku Uchiha
Fugaku Uchiha (うちは フガク?, Uchiha Fugaku) era il padre di Itachi e Sasuke, nonché marito di Mikoto Uchiha, capo del clan Uchiha e capitano della polizia della Foglia. Fugaku è raffigurato come un padre severo coi figli e che cerca di organizzare un colpo di Stato contro il villaggio, che ormai sembra aver dimenticato gli Uchiha. A tale scopo fa sì che Itachi entri nella squadra ANBU come spia ma questi volta le spalle al clan, diventando un agente doppiogiochista e portando informazioni al villaggio. Non riconobbe mai l'abilità del figlio minore Sasuke fino a quando Itachi non diede segni di voler tradire il clan, tuttavia Mikoto confidò al figlio che suo padre in privato non faceva altro che parlare di lui.
Spesso spingeva Itachi a interessarsi di più del clan, dicendogli che avrebbe dovuto comportarsi come un esempio per gli altri, soprattutto per Sasuke. Improvvisamente Shisui, il migliore amico di Itachi nonché suo cugino, venne trovato morto in un fiume in circostanze sospette: Itachi venne sospettato, ma grazie all'intervento del padre venne scagionato. Il rapporto fra Itachi e suo padre peggiorò rapidamente finché fu ucciso dal figlio insieme con la moglie durante la notte dello sterminio del suo clan. Ciononostante prima di essere uccisi sia Fugaku che Mikoto rivelano a Itachi di essere orgogliosi di lui e gli fanno promettere di prendersi cura di Sasuke.
Come molti Uchiha Fugaku ha dimostrato sin da piccolo ottime doti fisiche e mentali e un'innata predisposizione per l'Arte del fuoco: era infatti in grado di usare la Tecnica della palla di fuoco suprema, che insegnerà ai figli. È doppiato da Kenji Hamada e Pino Pirovano (prima serie, ep. 84) e Diego Sabre (prima serie, ep. 129-131) e Maurizio Arena (Shippuden, ep. 140-141) e Paolo Sesana (Shippuden, ep. 357+).

### Dan Kato
Dan Kato (加藤ダン?, Dan Katō) era un ninja del Villaggio della Foglia. Era lo zio di Shizune e il fidanzato di Tsunade. Dan aveva l'ambizione di diventare Hokage per proteggere le persone che amava. Durante la Seconda Grande Guerra Mondiale dei Ninja, Dan perse sua sorella, cosa che portò il ninja a impegnarsi nelle missioni e decise che sarebbero diventato Hokage per proteggere le persone che amava. In seguito, Dan si fidanzò con Tsunade che come lui aveva perso un fratello, ma fu ucciso durante una missione, nonostante l'impegno di Tsunade nel guarirlo. La morte di Dan causò l'emofobia di Tsunade, che riuscì a vincere soltanto mentre cercava di proteggere Naruto da Orochimaru, molti anni più tardi.
Dan viene resuscitato da Kabuto Yakushi tramite la Tecnica della Resurrezione durante la Quarta Grande Guerra Mondiale dei Ninja e combatte contro la Prima Divisione comandata da Darui. Chōza Akimichi e altri ninja riusciranno a imprigionarlo in una barriera per impedire l'attivazione della sua tecnica speciale. Dopo che la tecnica della resurrezione verrà annullata dallo stesso Kabuto, sotto effetto di un'illusione dello sharingan di Itachi Uchiha, Dan convincerà Chōza a liberarlo e, utilizzando la sua tecnica, eviterà la sorte degli altri ninja resuscitati; libero dal controllo di Kabuto, raggiungerà Tsunade sotto forma di spirito e le donerà nuove energie, ricreando il sigillo della rinascita col proprio chakra per poi sparire.
Dan era famoso nel mondo ninja specialmente per la Tecnica dell'Evanescenza che gli permette di lasciare momentaneamente il proprio corpo per poter viaggiare a piacimento nello spazio sotto forma di spirito. È doppiato da Takuma Suzuki e da Gianluca Iacono e Francesco Prando (ep. 321-333).

### Choza Akimichi
Chōza Akimichi (秋道 チョウザ?, Akimichi Chōza) è il 15º capo del clan Akimichi e padre di Chōji. Chōza è un uomo gentile, premuroso e molto saggio. Ama particolarmente mangiare, come ogni altro membro del suo clan. Indossa un'armatura su cui è inciso il kanji "cibo" (食?, shoku).. Fa parte del primo trio "Ino-Shika-Chō", insieme con Shikaku Nara e Inoichi Yamanaka.
Nella prima e nella seconda parte del manga Chōza appare inizialmente solo in poche occasioni, in particolare durante l'attacco da parte dei ninja del Suono e della Sabbia, durante il quale aiuta a difendere il Villaggio della Foglia con i suoi ex-compagni di squadra, e al funerale del Terzo Hokage. Compare successivamente con un ruolo di rilievo insieme con il figlio durante l'invasione di Pain, supportando Kakashi nello scontro con il Regno Demoniaco e il Regno Divino, dal quale esce sconfitto e con ferite gravi, venendo successivamente salvato da Katsuyu. In questa vicenda si scopre che ha fatto squadra con il ninja copia in passato. Chōza partecipa anche alla Quarta Grande Guerra Mondiale dei Ninja, dove viene inserito nella Prima Divisione comandata da Darui.
Appartenendo al clan Akimichi, Chōza conosce la Tecnica dell'Espansione, che gli permette di espandere tutto il suo corpo fino a diventare un vero gigante, oppure di espanderlo parzialmente; sa utilizzare anche la tecnica del Proiettile Umano Travolgente. È doppiato da Nobuaki Fukuda Marco Pagani e Massimiliano Plinio (ep. 321-333).

### Shikaku Nara
Shikaku Nara (奈良 シカク?, Nara Shikaku) è un ninja del Villaggio della Foglia, capo del clan Nara e padre di Shikamaru. Ha un temperamento piuttosto mite e come il figlio possiede un'intelligenza straordinaria e sa giocare a shōgi talmente bene da battere Shikamaru, con un quoziente intellettivo di 200. È sposato con Yoshino, donna dal carattere forte e autoritario.
Shikaku è il coordinatore della squadra dei Jōnin di Konoha e membro del precedente Team Ino-Shika-Chō assieme a Chōza Akimichi e Inoichi Yamanaka. Nel corso degli anni, ha continuato a redigere il libro di famiglia, in cui vengono spiegati i sintomi delle varie malattie e la preparazione delle relative medicine. Questo libro è stato considerato molto utile dal Quinto Hokage durante il suo periodo di attività. La prima apparizione di Shikaku si ha durante l'attacco a Konoha da parte di Orochimaru. Qui, insieme con i suoi compagni, dimostra di essere un ninja veramente forte sconfiggendo molti ninja del Suono e della Sabbia. Quando Shikamaru ritorna senza successo dalla missione per recuperare Sasuke incoraggia suo figlio a prendersi la responsabilità in qualità di capitano di squadra.
Shikaku viene visto mentre spinge Shikamaru a reagire dopo la morte di Asuma Sarutobi, suo maestro, per mano di Hidan e Kakuzu. Riappare successivamente durante l'attacco a Konoha da parte di Pain; più tardi prende parte alla difesa di Konoha. Dopo l'invasione da parte di Pain, Shikaku, in qualità di coordinatore della squadra Jōnin, viene convocato alla riunione d'emergenza per l'elezione del Sesto Hokage proponendo Kakashi Hatake. Durante la Quarta Grande Guerra Mondiale dei Ninja rivela tutte le sue abilità di stratega come assistente del quarto Raikage, consigliando principalmente lo spostamento delle truppe sul campo e a volte mitigando le decisioni troppo impulsive del raikage. Muore dopo aver elaborato e diffuso ai suoi compagni la sua ultima strategia contro il Decacoda, durante la guerra a causa di una Teriosfera dello stesso, scagliata da un incredibile distanza.
Shikaku utilizza più volte la Tecnica del Controllo dell'Ombra; durante lo scontro con i ninja della Sabbia, Shikaku utilizza anche la tecnica dello strangolamento dell'ombra. È doppiato da Hiroshi Yanaka e in italiano da Maurizio Arena (prima serie, Shippuden ep. 1-179) e Michele Radice (ep. 217+).

### Inoichi Yamanaka
Inoichi Yamanaka (山中 いのいち?, Yamanaka Inoichi) è un ninja del Villaggio della Foglia e membro del precedente Team Ino-Shika-Chō assieme a Chōza Akimichi e Shikaku Nara. Inoichi è capo del clan Yamanaka e padre di Ino.
Appare per la prima volta durante l'invasione di Konoha, mentre lotta contro i ninja del Suono e della Sabbia insieme con i suoi ex-compagni. Nella seconda parte del manga appare insieme con Ibiki Morino mentre ispeziona un ninja della Pioggia per trovare informazioni riguardanti Pain, quando la figlia lo avvisa dell'attacco a Konoha, riuscendo a capire il segreto nascosto dell'avversario. Inoichi tenterà poi di fermare Naruto che chiede non di non essere seguito; Shikaku convincerà l'amico a fidarsi di Naruto, sotto consiglio di Shikamaru. Ricompare successivamente all'assemblea dei Kage che si svolge nel Paese del Ferro, in cui viene decisa la creazione di un unico esercito comune fra le cinque grandi nazioni: in questa occasione gli viene conferito il rango di capitano dell'unità informazioni. Durante la guerra morirà insieme con Shikaku Nara a causa di una teriosfera lanciata dal Decacoda contro il QG dell'alleanza.
Come membro del clan Yamanaka le sue tecniche principali sono quelle segrete del suo clan. Può leggere nella mente di un essere umano, vivo o deceduto, più velocemente di molti altri ninja del Villaggio della Foglia. Grazie alla sua notevole capacità di comunicare telepaticamente mediante appositi strumenti, viene nominato capo dell'unità informazioni dell'esercito alleato ninja durante la Quarta Grande Guerra Mondiale dei Ninja. Può comunicare con l'intero esercito alleato telepaticamente, anche se con un enorme sforzo mentale, a causa del quale comincia a sudare abbondantemente e subisce danni fisici come perdere sangue dal naso. È doppiato in giapponese da Daiki Nakamura e in italiano da Pino Pirovano nella prima serie e da Maurizio Trombini nella seconda.

### Rin Nohara
Rin Nohara (のはら リン?, Nohara Rin) era una giovane kunoichi membro del team capitanato da Minato Namikaze e quindi compagna di Kakashi e Obito.
Da sempre innamorata di Kakashi, era solita intromettersi fra questi e Obito nei loro battibecchi; il giovane Uchiha era innamorato di lei e, nonostante non ne ricambiasse i sentimenti, Rin sosteneva il suo sogno di diventare Hokage e si preoccupava molto per lui.
Durante la Terza guerra ninja, dopo la separazione da Minato fu catturata da alcuni ninja della Roccia: i suoi due compagni riuscirono a salvarla, ma ciò costò apparentemente la vita a Obito; su richiesta di quest'ultimo, Rin usò le sue conoscenze mediche per trapiantare il suo Sharingan a Kakashi, che in precedenza aveva perso l'occhio sinistro, come regalo per la promozione a Jonin. Pochi mesi dopo Rin viene nuovamente rapita da alcuni ninja della Nebbia, che sigillano in lei la Tartaruga a tre code così che, una volta tornata a Konoha, il demone si scatenasse all'interno del villaggio; consapevole di questo Rin si fa uccidere da Kakashi frapponendosi tra quest'ultimo e uno shinobi della Nebbia: Obito, in realtà sopravvissuto, assiste alla scena e risveglia il suo Sharingan ipnotico, facendo poi strage dei nemici e decidendo di porre fine alle sofferenze del mondo accettando di diventare seguace di Madara Uchiha. Si scoprirà successivamente che gli eventi che hanno portato alla sua morte sono stati frutto di una macchinazione dello stesso Madara al fine di portare Obito dalla sua parte: fu lui infatti a rapire la ragazza per renderla la forza portante del tricoda al fine di radere al suolo il villaggio della Foglia, ma in realtà Madara l'aveva ipnotizzata perché si uccidesse di fronte a Obito. Rin tornò in sè proprio mentre moriva senza sapere cosa gli stesse succedendo e non facendo in tempo a dire a Kakashi cosa le era davvero accaduto; quando Obito giunge nell'aldilà Rin gli confesserà di essere sempre stata accanto a lui e di averlo sempre protetto. È doppiata da Haruhi Nanao e in italiano da Giulia Franzoso e da Anna Mazza.

### Danzo Shimura
Danzo Shimura (志村 ダンゾウ?, Shimura Danzō) è il capo della Radice, una sottosezione guerrafondaia e militarista degli ANBU, nonché il reggente Sesto Hokage.
Dal carattere freddo, distaccato e ossessionato dalle regole, Danzo considera le emozioni un ostacolo al completamento delle missioni e ritiene lo spirito di sacrificio la caratteristica fondamentale per un ninja. Portatore di un'ideologia diametralmente opposta a quella degli Hokage, proprio per questo non ottenne la carica dal Secondo: viene infatti definito come il lato oscuro della Foglia in contrapposizione al lato chiaro rappresentato da Hiruzen, che considerava troppo permissivo sebbene si sia sempre sentito a lui inferiore specie dopo aver assistito alla sua nomina a Terzo Hokage durante una missione a cui parteciparono in gioventù. Nel corso degli anni la Radice ha compiuto innumerevoli operazioni segrete, spesso senza l'autorizzazione di Sarutobi, portando a termine con qualsiasi mezzo incarichi che secondo Danzo erano necessari per il bene di Konoha; nonostante le sue intenzioni, tuttavia, attraverso alcuni flashback si scopre che sono state proprio le sue azioni il motivo per cui persone come Sasuke, Nagato e Kabuto sono diventati nemici del villaggio: il desiderio di proteggere la Foglia è sempre stato accompagnato in lui dall'ossessione per il potere assoluto e dal ricorso quasi sistematico alla violenza e ciò ha finito con il provocare più problemi di quanti ne abbia risolti. Proprio a causa della sua sete di potere, Danzo divenne uno dei consiglieri del suo avversario di sempre con l'intenzione di subentrare al suo posto al momento giusto e, per arrivare al suo scopo, creò la Radice per aumentare il suo potere dietro le quinte.
In un periodo imprecisato Danzo si alleò con Orochimaru e successivamente con Hanzo la Salamandra per diventare Hokage, ma nonostante i suoi sforzi come successore di Sarutobi venne scelto Minato. Dopo averlo reclutato negli ANBU e usato come spia all'interno del suo stesso clan, Danzo è stato il primo a ordinare a Itachi di sterminare gli Uchiha quando venne scoperta la loro intenzione di compiere un colpo di Stato, oltraggiando ulteriormente il clan rubando molti Sharingan tra cui quello destro di Shusui; dopo il salvataggio di Gaara da parte del team Kakashi, Danzo ordina a Sai di entrare in quest'ultimo per uccidere Sasuke anche se la missione poi non va in porto. Durante l'attacco di Pain al villaggio Danzo uccide il rospo incaricato di avvertire Naruto su ciò che sta accadendo e quindi si nasconde nel rifugio della Radice insieme ai suoi uomini decidendo di intervenire solo dopo la conclusione dell'invasione. Dopo che Tsunade cade in coma a causa della grave perdita di chakra patita nello scontro con il leader di Alba, Danzo viene nominato Reggente Sesto Hokage e quindi raggiunge con le sue guardie del corpo il summit dei capi-villaggio organizzato dal Quarto Raikage nel Paese del Ferro: qui tenta di prendere il comando dell'alleanza shinobi ipnotizzando con il suo Sharingan Mifune ma viene scoperto da Ao. Quando Sasuke giunge nella sala del summit Danzo riesce inizialmente a fuggire ma sulla strada per tornare a Konoha viene ostacolato da Tobi, che porta sul campo di battaglia il giovane Uchiha: dopo un lungo scontro Danzo incapace di provare il minimo rimorso per aver ordinato lo sterminio del Clan Uchiha e ad aver distrutto la vita tranquilla di Sasuke quest'ultimo riesce a prendersi la sua vendetta in nome di Itachi e Danzo viene ferito mortalmente; il suo ultimo pensiero va all'eterno rivale Hiruzen, riconoscendo di essergli sempre stato secondo.
Dotato di ottime doti fisiche, Danzo vantava anche una conoscenza vastissima nel campo dei sigilli: durante il loro scontro riesce ad applicare a Sasuke un sigillo che ne blocca completamente i movimenti senza che questi se ne accorga e nelle battute finali ricorre ad un sigillo suicida dalla grande potenza, mentre ai membri della Radice ne applicava uno sulla lingua affinché questi non potessero divulgare alcuna informazione sul suo conto. Era inoltre in grado di utilizzare la Tecnica del richiamo per evocare un enorme Baku, con cui potenziava la sua Arte del vento. Nell'occhio destro, che teneva sempre celato, possedeva lo Sharingan di Shisui Uchiha, con cui era in grado di controllare la mente delle persone senza che queste se ne accorgessero tramite l'arte illusoria Kotoamatsukami, che grazie alle cellule del Primo Hokage impiantategli da Orochimaru nel braccio destro poteva utilizzare con una facilità molto superiore a quella del possessore originale. Sempre nel braccio destro possedeva altri dieci Sharingan e l'Arte del legno: combinando le due abilità poteva utilizzare la tecnica proibita del clan Uchiha Izanagi, che consente di trasformare la realtà in un'illusione per pochi secondi a costo di uno Sharingan. Come deduce Tobi analizzando le sue abilità, Danzo mirava molto probabilmente a mettere le mani sulla Volpe a nove code. È doppiato in giapponese da Hiroshi Ito e in italiano da Raffaele Farina, Alessandro Germano (da giovane), Roberto Fidecaro (ep. 317, 339) e Pasquale Anselmo (ep. 336, 347, 348).

### Kushina Uzumaki
Kushina Uzumaki (うずまき クシナ?, Uzumaki Kushina) era una kunoichi originaria del Villaggio del Vortice. È stata la seconda forza portante della Volpe dopo la sua antenata Mito Uzumaki (moglie del Primo Hokage), la madre di Naruto e la moglie del Quarto Hokage Minato Namikaze. Jiraiya la ricorda come una donna molto bella dai lunghi capelli rossi con un carattere da maschiaccio, che le valse il soprannome "Peperoncino rosso sangue" (赤い血潮のハバネロ?, Akai Chishio no Habanero).
Ancora bambina si trasferì al Villaggio della Foglia e frequentò l'accademia assieme a Minato, col quale sbocciò l'amore dopo che questi la salvò dopo essere stata rapita da alcuni ninja della Nuvola. Dopo il matrimonio con Minato, Kushina rimase incinta: quando una forza portante partorisce il sigillo che trattiene il demone si indebolisce e infatti di questa situazione si approfittò Tobi, che liberò la Volpe e tentò di distruggere il villaggio. Minato e Kushina si sacrificarono per fermare la Volpe e sigillarne metà nel neonato Naruto, inserendo una frazione del loro chakra nello stesso sigillo: per questo motivo Kushina appare nella mente del figlio quando questi segue l'allenamento di Killer Bee per imparare a controllare la Volpe aiutandolo nell'impresa e rivelandogli alcune cose sul passato.
Possedeva una grande forza fisica e un chakra altrettanto potente, con cui era in grado di domare la Volpe dopo avergli dato la forma di possenti catene; è inoltre l'unica forza portante ad essere sopravvissuta senza aiuti esterni all'estrazione forzosa del demone. In quanto originaria del Villaggio del Vortice possedeva inoltre una vasta conoscenza dei sigilli. È doppiata da Emi Shinohara e in italiano da Marcella Silvestri (ep. 128), Renata Bertolas (ep. 246-249), Elisabetta Spinelli (ep. 282, 349+ e film) e Barbara Pitotti (ep. 327).

### Sakumo Hatake
Sakumo Hatake (はたけ サクモ?, Hatake Sakumo), conosciuto anche come "Zanna Bianca della Foglia" (木ノ葉の白い牙?, Konoha no Shiroi Kiba), è stato un Jōnin del Villaggio della Foglia nonché padre di Kakashi.
Fisicamente si presentava come un uomo alto, molto simile al figlio nella corporatura e nel volto, con lunghi capelli brizzolati raccolti in una coda. Nonostante la sua fama e la sua forza era una persona molto umile e provava un profondo amore per la sua famiglia e per il suo paese. Secondo quanto affermato da Minato, Sakumo osservava strettamente il codice ninja, credo che impartì anche al figlio, ed era considerato talmente abile che persino la fama dei Sannin impallidiva se paragonata alla sua. In battaglia utilizzava una lama di chakra argenteo e, come rivela l'anziana Chiyo, è stato lui a uccidere i genitori di Sasori.
Dopo aver fallito una missione di vitale importanza per Konoha anteponendo la vita dei suoi compagni alla riuscita dell'incarico, Sakumo cadde in disgrazia e dopo un periodo di depressione si tolse la vita: sarà proprio questo tragico evento a spingere Kakashi ad attenersi in modo ossessivo al codice ninja finché il compagno Obito, grande ammiratore di Sakumo, non lo spingerà a riconoscere il valore della vita dei compagni.
Appare per la prima volta in occasione della morte di Kakashi mentre aspetta il figlio nell'aldilà davanti a un fuoco acceso: i due avranno modo di chiarirsi e quando Nagato riporta in vita tutti gli abitanti di Konoha caduti in battaglia, Sakumo, dopo essere stato perdonato dal figlio, rivela di poter ora proseguire e finalmente riabbracciare sua moglie.
È doppiato da Daichi Endō e in italiano da Stefano Albertini, Mario Scarabelli e Riccardo Rovatti.

### Torune Aburame

Sigillo impresso sulla lingua dei membri della Radice

Torune Aburame (?, Aburame Torune) è ninja appartenente al clan Aburame ed è un membro della Radice. Viene scelto da Danzō come guardia del corpo, insieme con Fuu, per il meeting dei Kage nel Paese del Ferro. Dopo essere sfuggito da Sasuke durante il meeting, ha un breve scontro con Tobi, il quale lo risucchia in un'altra dimensione tramite lo speciale potere dello Sharingan, insieme con Fuu. In seguito viene riportato nella sua dimensione da Tobi stesso e viene utilizzato da lui e da Kabuto come esperimento per la Tecnica di Resurrezione, per mostrare a Tobi il funzionamento della tecnica. Tobi gli rompe il collo, uccidendolo, ma Kabuto lo fa tornare in vita sacrificando Fuu. In quanto appartenente al clan Aburame, Torune può controllare gli insetti, ma a differenza degli altri membri del clan, i suoi sono dei tipi particolari che attaccano il nemico a livello cellulare, distruggendolo dall'interno. Tale tecnica è segreta anche all'interno del clan Aburame e gli unici in grado di neutralizzarla con dei particolari anticorpi, sono Shikurou Aburame e Torune stesso. È doppiato da Hidenori Takahashi e Daniele Raffaeli (Shippuden epp 316–317).

### Fuu Yamanaka
Fuu Yamanaka (山中 フー?, Yamanaka Fuu) è membro del clan Yamanaka e della Radice. Viene scelto da Danzō come guardia del corpo, insieme con Torune, per il meeting dei Kage nel Paese del Ferro. Dopo essere sfuggito a Sasuke, Danzō gli ordina di sconfiggere Ao, il ninja della Nebbia sulle loro tracce, e di rubargli il Byakugan. Inizialmente in vantaggio contro l'avversario, Fuu è costretto a ritirarsi dallo scontro all'arrivo della Mizukage e di Chojuro. Dopo essersi riunito con i compagni, ha un breve scontro con Tobi, il quale lo risucchia in un'altra dimensione tramite lo speciale potere dello Sharingan, insieme con Torune. Viene riportato nella sua dimensione dallo stesso Tobi venendo usato da Kabuto come dimostrazione del funzionamento della Tecnica di Resurrezione, in cui viene sacrificata la sua vita per far resuscitare il compagno Torune. Le abilità di Fuu consistono nel percepire il chakra degli avversari. Una delle sue tecniche più pericolose è soprattutto la Tecnica dello Scambio dello Spirito della Bambola Maledetta che gli permette di rinchiudere lo spirito dell'avversario in una bambola e prendere possesso del suo corpo. Questa tecnica funziona solo nel caso in cui si attacchi direttamente la bambola. Fuu possiede, inoltre, la Tecnica del Capovolgimento Spirituale che gli consente di impossessarsi del corpo dell'avversario. È doppiato da Manabu Sakamaki e in italiano da Manuel Meli (bambino).

### Shisui Uchiha
Shisui Uchiha (うちは シスイ?, Uchiha Shisui), conosciuto anche come "Shisui il fulmineo" (瞬身のシスイ?, Shunshin no Shisui), era il miglior amico di Itachi, che lo considerava come un fratello maggiore oltre che suo mentore.

Lo Sharingan Ipnotico di Shisui

Poco prima della sua morte, avvenuta di sua stessa mano gettandosi nel fiume Nakano, Shisui intendeva fermare il colpo di Stato progettato dal clan con la sua tecnica oculare ma Danzo, venutone a conoscenza e desideroso di ottenerne il potere, gli strappò l'occhio destro; Shisui si recò quindi da Itachi, gli affidò il compito di proteggere il villaggio e si suicidò dopo avergli consegnato il suo occhio sinistro. Itachi lo impiantò in un corvo che diede in seguito a Naruto e grazie al quale riuscì a evadere dall'Edo Tensei di Kabuto Yakushi durante la Quarta guerra ninja; per il dolore provato per la sorte dell'amico, Itachi risvegliò il suo Sharingan ipnotico. Come affermano il Secondo e il Terzo Hokage Shisui era figlio di Kagami Uchiha, uno dei pochi membri del clan che ponevano il villaggio al di sopra di tutto: Shisui ereditò questo modo di pensare proprio dal padre e lo trasmise poi a Itachi, insegnandogli che un vero shinobi è colui che protegge il suo paese e si sacrifica per esso restando nell'ombra.
Considerato il più potente utilizzatore di arti illusorie del clan Uchiha e in generale uno dei suoi più forti membri, la tecnica peculiare del suo Sharingan ipnotico è il Kotoamatsukami, il genjutsu supremo che permetteva di controllare la mente di una persona senza che questa se ne accorgesse; questo potere era utilizzabile solo una volta ogni dieci anni, ma come afferma Itachi utilizzare le cellule del Primo Hokage permetteva di ovviare a questo inconveniente, cosa che spiega come Danzo fosse in grado di usare questa tecnica abbastanza frequentemente. È doppiato da Hidenobu Kikuchi e in italiano da Andrea Lavagnino (ep. 339), Andrea Oldani (ep. 358), Ivan Spada (ep. 442 e 455) e Lorenzo Briganti (da ragazzo).

### Mito Uzumaki
Mito Uzumaki (うずまき ミト?, Uzumaki Mito) è stata la moglie del Primo Hokage Hashirama Senju nonché la prima forza portante della Volpe a nove code.
Appartenente al clan Uzumaki del Villaggio del Vortice, venne scelta come forza portante proprio per le particolari caratteristiche del chakra del suo clan; aveva inoltre la capacità di percepire le intenzioni delle persone e di domare il chakra della Volpe. Sulla fronte portava inoltre un simbolo identico a quello di Tsunade e di Sakura, ma non si sa se avesse la stessa funzione.
È doppiata da Ena Shimokawa e in italiano da Tullia Piredda e Paola Majano (ep. 327).

### Dai Maito
Dai Maito (マイト・ダイ?, Maito Dai) era un Genin del Villaggio della Foglia nonché padre di Gai Maito.
Era conosciuto come Eterno Genin (万年下忍?,  Mannen Genin) in quanto non è mai diventato Chūnin, cosa per la quale veniva spesso preso in giro dai ninja di grado superiore; al tempo stesso era molto rispettato da Sakumo Hatake, il padre di Kakashi.
Dai insegnò a suo figlio tante lezioni di vita, inducendolo a credere sempre fermamente in sé stesso e nei suoi obbiettivi, e in seguito gli insegnò anche come aprire le otto porte del chakra. Dai si servirà di tale tecnica per salvarlo dai Sette spadaccini della Nebbia, scontro nel quale troverà però la morte.
È doppiato da Masashi Ebara e in italiano da Alessandro Zurla.

## Hokage

### Hashirama Senju
Hashirama Senju (千住 柱間?, Senjū Hashirama), conosciuto anche con l'epiteto "Dio degli Shinobi" (忍の神?, Shinobi no Kami), è stato il capo del clan Senju e Primo Hokage (初代火影?, Shōdai Hokage) del Villaggio della Foglia.
Si caratterizza per un fisico imponente e per l'espressione sorridente e rassicurante seppur capace di trasmettere anche forti emozioni. Porta i capelli neri e lisci molto lunghi e indossa solitamente un'armatura di colore rosso; in alcune occasioni lo si è visto indossare anche il classico abbigliamento dell'Hokage. Viene presentato come una persona gentile, saggia, premurosa, leale e carismatica; è inoltre un idealista convinto. Da sempre desideroso di portare la pace nel mondo, così che i giovani non dovessero morire in guerra, considera la popolazione del villaggio come la sua stessa famiglia e ha giurato di proteggerla anche a costo della vita. Presenta anche atteggiamenti molto ironici e gioviali: oltre a essere un tipo esuberante nonché patito del gioco d'azzardo, ha la particolarità di deprimersi facilmente ma in molte occasioni dimostra di essere anche molto autorevole e severo, persino più del fratello.
Figlio di Butsuma e fratello maggiore di Tobirama, Itama e Kawarama, visse molte decine d'anni prima dell'epoca in cui è ambientata la storia principale. Un giorno incontrò un suo coetaneo di nome Madara Uchiha col quale aveva molte cose in comune: entrambi avevano perso alcuni dei loro fratelli in battaglia e avevano lo stesso desiderio, cioè portare la pace nel mondo e creare un villaggio dove i bambini non dovessero più combattere; i due, però, furono divisi dai rispettivi padri e scoprirono di appartenere a due clan rivali. Divenuto adulto Hashirama divenne il capo del suo clan e affrontò più volte Madara in combattimento: dopo numerosi scontri quest'ultimo si fidò delle sue intenzioni e acconsentì a fondare un villaggio comune e a interrompere le continue guerre; il villaggio in questione fu chiamato da Madara "Villaggio della Foglia" e fu fondato nel Paese del Fuoco, anche grazie alla benedizione del signore feudale locale, con Hashirama che prese il posto di primo Hokage. Ciò portò a un ulteriore scontro tra i due che si concluse con la vittoria di Hashirama: dopo la presunta morte di Madara, il primo Hokage ottenne il controllo su tutto il villaggio e proclamò la pace tra le cinque grandi nazioni. Durante questi anni strinse amicizia con il Villaggio del Vortice, luogo d'origine di sua moglie Mito (prima forza portante della Volpe), sconfisse Kakuzu (inviato dal Villaggio della Cascata per assassinarlo) e ottenne il controllo di diversi circoteri e li distribuì nei paesi minori in modo che nessuno fosse una minaccia e regnasse la pace.
Durante l'invasione della Foglia da parte dei ninja della Sabbia e del Suono, Hashirama viene resuscitato assieme al fratello da Orochimaru con l'Edo Tensei per affrontare il Terzo Hokage.
È universalmente considerato il miglior ninja della storia e tra i suoi punti di forza principali si possono citare:
- l'immensa quantità di chakra, dotato di una potenza tale da danneggiare l'ambiente circostante quando rilasciato in modo ostile;
- l'Arte del legno[59], più volte copiata nel corso della storia, grazie alla quale poteva anche controllare i cercoteri[25];
- una grandissima abilità in tutte le arti ninja: di sua invenzione è infatti la Tecnica dell'oscurità, una temibile illusione che avvolge nel buio più totale la vittima, creata per contrastare lo Sharingan[59];
- viene inoltre considerato il massimo esperto nelle arti mediche, in quanto - come afferma Madara - non aveva neppure bisogno di formare sigilli per curare le sue ferite[45];
- l'utilizzo della modalità eremitica;
- la grande forza vitale, testimoniata dall'ampio uso che nel corso della storia viene fatto delle sue cellule.

È doppiato da Takayuki Sugō in originale e da Flavio Arras (1ª serie), Alessandro Maria D'Errico (Shippuden, ep. 326), e Shade (Shippuden, ep. 366+) in italiano.

### Tobirama Senju
Tobirama Senju (千手 扉間?, Senjū Tobirama) è il fratello minore di Hashirama e Secondo Hokage (二代目火影?, Nidaime Hokage) del Villaggio della Foglia.
Anch'egli dotato di un fisico imponente, si caratterizza per la pelle chiara, i capelli argentati e arruffati, gli occhi rossi e uno sguardo severo e rigido. Indossa un'armatura identica a quella del fratello ma di colore blu e dotata di una pelliccia bianca sulle spalle; indossa inoltre un coprifronte su cui, da bambino, era inciso il simbolo del clan Senju sostituito, dopo la fondazione di Konoha, da quello della Foglia. Al contrario del fratello è un tipo molto pragmatico, tanto da risultare rigido e intransigente, ma nonostante questo considera anch'egli la popolazione del Villaggio come la sua stessa famiglia e ha giurato di proteggerlo anche a costo della vita.
Figlio di Butsuma e fratello di Hashirama, Itama e Kawarama, Tobirama era un guerriero diligente e molto forte. Quando suo fratello maggiore cominciò a frequentarsi con un giovane Madara Uchiha, membro del clan rivale dei Senju, Tobirama e suo padre lo scoprirono e lo convinsero a organizzare un'imboscata durante la quale si scontrò con Izuna Uchiha. Durante gli anni ha partecipato a diversi scontri con gli Uchiha ed è stato un suo attacco di spada a ferire mortalmente Izuna, motivo per cui Madara serba per lui un eterno rancore. Dopo l'alleanza tra Hashirama e Madara e la fondazione del Villaggio della Foglia Tobirama si schierò dalla parte del fratello, poiché diffidava di Madara, e propose la candidatura di Hashirama a Hokage: Tobirama continuò ad appoggiare il fratello e, quando quest'ultimo morì, gli succedette come secondo Hokage. Durante il suo operato come Hokage, al fine di escluderne i membri da qualunque posizione di potere, assegnò al clan Uchiha la direzione della squadra di polizia della Foglia. Durante la Prima Guerra Ninja fu circondato dalle truppe di Kinkaku della Nuvola insieme con il suo team: in quell'occasione nominò Hiruzen Sarutobi Terzo Hokage e decise di sacrificarsi senza usare i suoi pieni poteri 
facendo da esca per permettere la fuga agli altri. Durante l'invasione della Foglia da parte dei ninja della Sabbia e del Suono, Tobirama viene resuscitato assieme al fratello da Orochimaru con la Resurrezione Impura per affrontare il terzo Hokage; dopo un lungo e difficile combattimento Hiruzen riesce a sconfiggere Tobirama, imprigionando la sua anima all'interno del Sigillo del Diavolo. Tobirama viene nuovamente resuscitato, insieme con gli altri tre Hokage, da Orochimaru e successivamente si reca sul campo di battaglia per supportare l'alleanza; dopo un'ardua battaglia tornerà nell'aldilà con gli altri Hokage quando Hagoromo dissolve la tecnica di resurrezione col suo potere.
Tobirama era un abilissimo utilizzatore delle tecniche acquatiche: era infatti in grado di eseguirle senza bisogno di una fonte vera e propria ma solo sputandola dalla bocca; era anche un grande esperto nelle tecniche di trasferimento ed è stato l'inventore di molti jutsu avanzati come la Tecnica della Resurrezione, la Dislocazione Istantanea e la Tecnica Superiore della Moltiplicazione del Corpo. Pur essendo inferiore al fratello Hashirama non nutre alcuna paura nei confronti di Madara Uchiha; è stato inoltre capace di uccidere in combattimento Izuna Uchiha, il quale era per Tobirama un grande rivale come per il fratello era Madara. Come afferma quest'ultimo, inoltre, Tobirama era ritenuto, alla loro epoca, il ninja più veloce al mondo; quando viene riportato in vita da Orochimaru per la seconda volta, tuttavia, ammette che Minato gli è superiore in quanto a rapidità.
È doppiato da Kenyu Horiuchi e in italiano da Francesco Orlando (prima serie e Shippuden, ep. 190), Maurizio Trombini (Shippuden ep. 211) e Alessandro Germano (ep. 366+).

### Hiruzen Sarutobi
Hiruzen Sarutobi (猿飛 ヒルゼン?, Sarutobi Hiruzen), soprannominato "Il professore" (プロフェッサー?, Purofessā), è stato il Terzo Hokage (三代目火影?, Sandaime Hokage) del Villaggio della Foglia oltre che padre di Asuma e nonno di Konohamaru.
Era un uomo molto saggio e concepiva gli abitanti della Foglia come la sua stessa famiglia, ponendo la loro salvezza prima di ogni altra cosa. Nonostante la sua serietà sembra avere avuto anche un lato più giocoso e lascivo: in un flashback di Jiraiya si dimostra intenzionato ad andare con lui a spiare le ragazze mentre la tecnica dell'erotismo di Naruto, nonostante lo ridicolizzi, sembra avere un certo effetto su di lui, tanto da affermare che finirebbe sconfitto dalla tecnica dell'Harem. Originariamente era stato pensato come un cane.
Fu studente di Hashirama e Tobirama Senju ottenendo la nomina ad Hokage da quest'ultimo durante una missione; suo grande rivale fu Danzō Shimura, che per anni puntò alla carica senza successo. In seguito prese come allievi Jiraiya, Tsunade e Orochimaru: quest'ultimo dimostrò di essere il più talentuoso sebbene vedesse in lui anche malizia e ambizione, che ignorò nella speranza che cambiasse. In seguito scoprì i suoi terribili esperimenti e decise di bandirlo dal villaggio; una volta scelto Minato Namikaze, allievo di Jiraiya, come Quarto Hokage a discapito proprio di Orochimaru, Sarutobi si ritirò ma in seguito alla morte del Quarto dovette tornare in servizio.
Una volta scoperto il colpo di Stato che gli Uchiha stavano tramando si oppose alla proposta di Danzō, Koharu Utatane e Homura Mitokado di sterminarli credendo che la riconciliazione pacifica fosse l'unica soluzione, ma i tre consiglieri lo spinsero ad accettare la decisione di distruggere il clan. Dopo che Itachi concluse con successo la missione, accettò di proteggere Sasuke da Danzō e di fare in modo che il giovane mai e poi mai venisse a sapere la verità. Hiruzen è anche uno dei pochi personaggi che sin dall'inizio crede in Naruto.
Durante l'attacco a Konoha da parte dei villaggi della Sabbia e del Suono affronta l'ex allievo Orochimaru, che riporta in vita i primi due Hokage: pur di sconfiggerlo ricorre al Sigillo del Diavolo, con cui imprigiona le anime dei due Hokage e le braccia di Orochimaru al costo della vita; in punto di morte ha una visione di Orochimaru come il suo giovane allievo e non come il ninja spietato che aveva di fronte. Durante la Quarta Grande Ninja viene resuscitato insieme con gli altri Hokage proprio da Orochimaru; dopo un'ardua battaglia torna nell'aldilà quando Hagoromo dissolve l'Edo Tensei.
Ritenuto uno dei più forti Kage della storia, doveva il suo soprannome al suo genio: conosceva infatti tutte le tecniche di Konoha, che aveva imparato nei suoi molti anni di vita al villaggio; la sua forza e la sua grande riserva di chakra erano tuttavia in parte svanite con gli anni. Dimostra inoltre di essere uno dei pochissimi ninja in grado di utilizzare tutti e cinque gli elementi del chakra ed era inoltre in grado di utilizzare la Tecnica del richiamo per evocare Enma, il sovrano dei primati.
È doppiato da Hidekatsu Shibata e in italiano da Mario Scarabelli e Fabrizio Temperini (Shippuden, ep. 339)

### Minato Namikaze
Minato Namikaze (波風 ミナト?, Namikaze Minato), soprannominato "Il Lampo giallo della Foglia" (木ノ葉の黄色い閃光?, Konoha no Kiiroi Senkō), è stato il Quarto Hokage (四代目火影?, Yondaime Hokage) nonché il padre di Naruto.
Viene universalmente riconosciuto come uno degli shinobi più abili di tutti i tempi: dotato infatti di un temperamento calmo, sveglio e intelligente, praticamente l'esatto contrario del figlio, come quest'ultimo è noto per la sua imbattibile determinazione, per la sua incredibile voglia di non arrendersi mai e per la sua allegria. Era inoltre legato da grande affetto e rispetto per il suo maestro Jiraiya e infatti deciderà di chiamare suo figlio Naruto come il protagonista del suo libro.

Un kunai a tre punte, l'arma caratteristica di Minato; sull'impugnatura è presente il sigillo per utilizzare la tecnica della Dislocazione Istantanea

Frequentò l'accademia assieme a Kushina, la quale diventerà sua moglie, e successivamente divenne allievo di Jiraiya insieme ad altri due Genin sconosciuti. Durante la Terza Guerra Ninja guidò il suo team composto da Rin Nohara, Obito Uchiha e Kakashi Hatake contro alcuni ninja della Roccia e distrusse il ponte Kannabi all'interno del Villaggio dell'Erba, missione che costerà apparentemente la vita di Obito; sempre durante la guerra affrontò il futuro Quarto Raikage A e suo fratello Bee. Finita la guerra venne scelto come Quarto Hokage al posto di Orochimaru, sposò Kushina e da lei ebbe Naruto. Successivamente, durante l'attacco della Volpe al Villaggio, affrontò Obito scambiandolo per Madara Uchiha ma riuscendo comunque ad allontanarlo dal Villaggio; in seguito, a costo della vita, si servì del Sigillo del Diavolo per imprigionare nel suo corpo la metà Yin del chakra della Volpe e con la tecnica del Sigillo quadrangolare fece di suo figlio la nuova forza portante della Volpe al posto della moglie.
Quando Naruto, infuriato dall'uccisione di Hinata per mano di Pain, decide di rimuovere il sigillo della Volpe, Minato appare all'interno della mente del figlio grazie alla traccia di chakra che vi aveva lasciato la notte in cui morì e gli rivela la verità; prima di svanire gli dice di credere in sé stesso per portare la pace nel mondo e ripristina il sigillo per l'ultima volta. Durante la Quarta Guerra Ninja viene resuscitato, insieme agli altri tre Hokage, da Orochimaru e assieme ad essi e al Team Taka si avvia verso il campo di battaglia dove incontra suo figlio; dopo un'ardua battaglia parlerà per l'ultima volta con Naruto e tornerà nell'aldilà quando Hagoromo dissolve l'Edo Tensei.

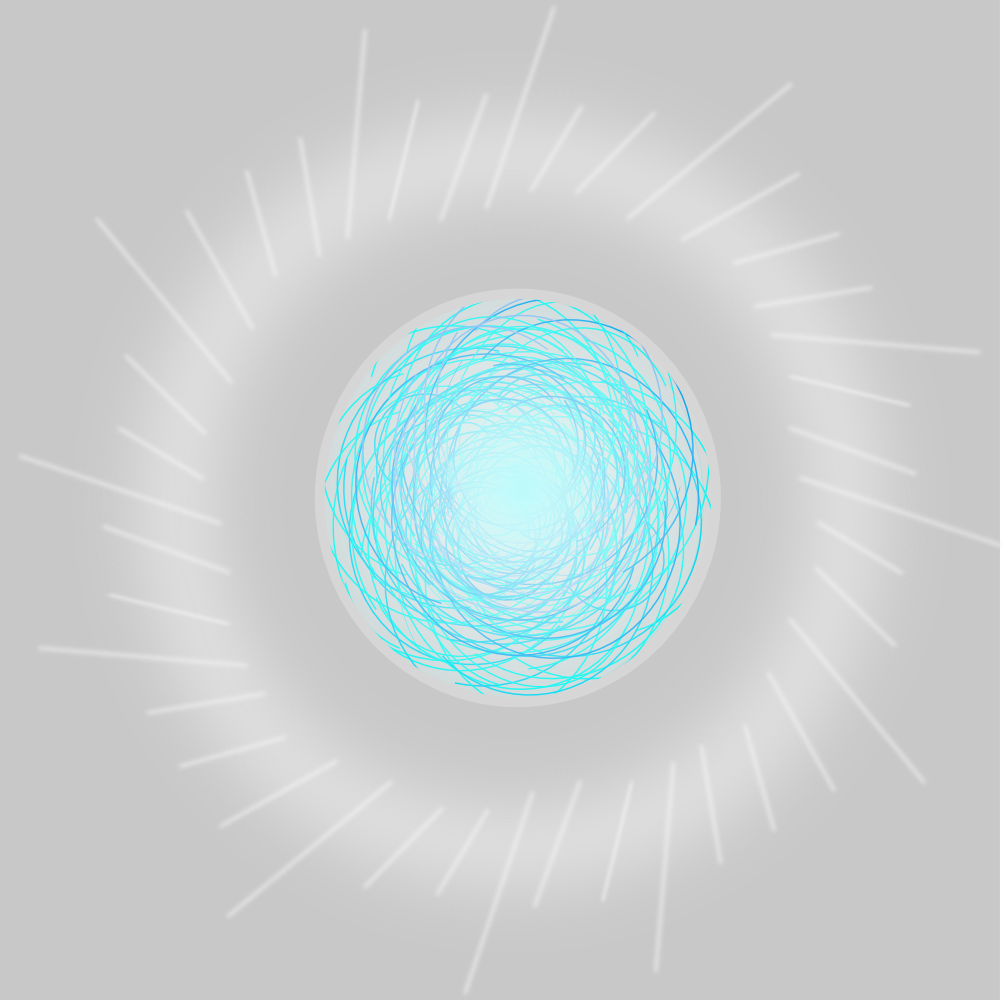
Il Rasengan

Minato era una leggenda anche prima di diventare Hokage: durante la Terza Guerra Ninja, infatti, tutti i ninja del Villaggio della Roccia erano stati avvertiti di fuggire immediatamente se mai si fossero imbattuti in lui. Il suo soprannome deriva dalla sua tecnica, la Dislocazione Istantanea, con la quale era in grado di teletrasportarsi ovunque ci fosse uno speciale sigillo che era in grado di applicare su qualsiasi cosa con il palmo della mano; il Secondo Hokage, ritenuto ai suoi tempi il ninja più veloce del mondo e inventore della Dislocazione, riconosce di essere meno rapido di lui. Combinando questa tecnica con un'altra di barriera Minato era anche capace di dislocare gli attacchi avversari, come dimostra nello scontro con la Volpe facendo esplodere lontano dal Villaggio una Teriosfera lanciata contro di lui. 
È inoltre l'inventore del Rasengan, che ha creato osservando proprio la Teriosfera dei cercoteri, che però è rimasta una tecnica incompiuta perché aveva intenzione di inserirvi anche la propria alterazione delle proprietà del chakra, obbiettivo che verrà poi raggiunto da Naruto con il Rasenshuriken. Come il suo maestro Jiraiya era in grado di evocare i rospi ed era anche un grande esperto nelle tecniche di sigillo, molte delle quali apprese dalla moglie Kushina.
Dopo essere stato resuscitato dimostra di poter usufruire della stessa trasformazione acquisita da Naruto derivante dal controllo del chakra della Volpe e durante lo scontro con Madara si scopre che può utilizzare anche la modalità eremitica sebbene, come lui stesso afferma, per poco a causa della sua ridotta quantità di chakra.
È doppiato in giapponese da Toshiyuki Morikawa e Hikaru Midorikawa (ep. 119-120) e in italiano da Valerio Amoruso (ep. 119-221, 349-433 e film), Francesco Mei (ep. 246-283 e 436+) e Francesco Venditti (ep. 321-343).
Nel 2023, Minato è risultato essere il personaggio più popolare del franchise dal sondaggio globale tenutosi per il 20 anni del manga.

## Consiglieri del Kage

### Koharu Utatane
Koharu Utatane (うたたね コハル?, Utatane Koharu) è la precedente compagna di squadra del Terzo Hokage e Homura Mitokado, ora è un membro del Consiglio. Come Homura, non sembra avere molta fiducia in Naruto Uzumaki e nelle sue abilità. Lei e Homura vogliono limitare il numero di missioni a cui Naruto può partecipare e limitare la sua area di attività al solo villaggio perché hanno paura che possa diventare una vittima dell'Organizzazione Alba. Lei e Tsunade non sono in buoni rapporti, non si fa intimidire facilmente ed è una delle poche persone che riesce a far tornare Tsunade al suo posto quando oltrepassa la sua autorità. Inoltre è rimasta per lungo tempo, insieme con Homura, il Terzo Hokage e Danzō, l'unica a conoscere la verità sul conto di Itachi. In passato anche il Terzo Hokage e Danzo ne erano a conoscenza. È doppiata da Junko Midori in giapponese e da Lorella De Luca e Graziella Polesinanti (Shippuden, ep. 339) in italiano.

### Homura Mitokado
Homura Mitokado (水戸門 ホムラ?, Mitokado Homura) è l'altro precedente compagno di squadra del Terzo Hokage, e ora è un membro del Consiglio. Diversamente dal Terzo, non sembra avere molta fiducia in Naruto Uzumaki e nelle sue abilità. Lui e Koharu vogliono limitare il numero di missioni a cui Naruto può partecipare e limitare la sua area di attività al solo villaggio perché hanno paura che possa diventare una vittima dell'Organizzazione Alba. Inoltre è rimasto per molto tempo, insieme con Koharu, il Terzo Hokage e Danzō, l'unico a conoscere la verità sul conto di Itachi Uchiha. È doppiato da Mitsuru Miyata e Pietro Ubaldi.

## Altri abitanti

### Shiho
Shiho (シホ?) è una ragazza che fa parte della squadra di decriptamento di Konoha. Compare per la prima volta quando deve aiutare Shikamaru a decifrare il codice che Jiraiya ha lasciato sulla schiena di Fukasaku, poco prima di venire ucciso da Pain. Sembra provi qualcosa per Shikamaru, dato che quando lavora con lui arrossisce visibilmente. Nonostante questo, svolge impeccabilmente il suo lavoro dimostrandosi geniale e sempre disponibile, tanto da decidere di passare la notte in bianco per poter aiutare Shikamaru a decifrare il codice di Jiraiya. È doppiata da Shiho Hisajima e Martina Felli.

### Teuchi
Teuchi (テウチ?) è il proprietario del chiosco di ramen di Ichiraku e vuole molto bene a Naruto. Ha un grande rispetto per arti culinarie e per Kakashi Hatake. Il suo ramen è conosciuto in tutto il mondo e, secondo Naruto è il più buono al mondo. È doppiato da Eisuke Asakura e Walter Rivetti.

### Ayame
Ayame (アヤメ?) è la cameriera del chiosco di ramen di Ichiraku ed è la figlia di Teuchi che ne è il proprietario. Come suo padre, nutre un profondo rispetto per Kakashi Hatake. Inoltre, in un episodio filler, è una delle poche persone ad aver visto il volto del maestro Kakashi. È anche protagonista di un episodio filler in cui viene rapita da alcuni ninja del Paese del Fulmine, che volevano costringerla a svelare loro alcune ricette segrete. Ayame però viene salvata da Naruto, Sakura e Choji. È doppiata da Masayo Hosono e in italiano da Loretta Di Pisa e Giada Sabellico.

### Tonton
Tonton (トントン?) è il maialino domestico di Tsunade, spesso affidato alle cure di Shizune. Tonton non parla in nessun linguaggio comprensibile a un essere umano, ma riesce a farsi capire grugnendo in un unico tono. Tsunade e Shizune riescono a comprendere i suoni emessi dal maialino. Il naso di Tonton sembra anche adatto a rilevare le tracce quasi alla pari dei cani ninja. In giapponese Tonton significa "tonnellata". È doppiato da Keiko Nemoto.